# Teritorijalno more
Teritorijalno more ili teritorijalne vode je morski pojas širok 12 morskih milja, računajući od polazne crte u smjeru pučine. Vanjska granica teritorijalnoga mora jest crta kojoj je svaka točka udaljena 12 morskih milja od najbliže točke polazne crte. Svi strani brodovi i drugi plovni objekti imaju pravo neškodljivog prolaska teritorijalnim morem
Zajedno s unutrašnjim morskim vodama čini obalno more neke države.

## Povezano članci
- Isključivi gospodarski pojas

## Vanjske poveznice
- Teritorijalno more Hrvatska enciklopedija. LZMK